# KoreK-Angriff
Der KoreK-Angriff ist eine Klasse von Angriffen auf das WEP-Protokoll. Er ist nach seinem Entdecker benannt, der diesen Angriff im NetStumbler-Forum postete, um die Unsicherheit von WEP-geschützten Netzen zu demonstrieren. Dabei verwendete er das Pseudonym KoreK.
Der Angriff basiert auf den Schwächen der zyklischen Redundanzprüfung (CRC), denn bei CRC ist es möglich, die Bits, welche sich im CRC-Wert bei einer bestimmten Änderung der Nachricht verändern, zu bestimmen. KoreK nutzte diesen Umstand aus, indem er vorschlug, von dem betrachteten Paket das letzte Byte abzuschneiden und den CRC-Wert unter der Annahme einer abgeschnittenen 0 zu verändern.
Dieses modifizierte Paket wird an den Wireless Access Point gesandt und dessen Antwort abgewartet. Wurde das Paket akzeptiert kann davon ausgegangen werden, dass das letzte Byte 0 war. In dem Fall, dass das Paket zurückgewiesen wurde, wird der CRC-Wert so angepasst, dass er eine 1 vermutet und das Paket wiederum versandt. Diesen Vorgang wiederholt man so lange, bis der Access Point das Paket akzeptiert. Im schlechtesten Fall muss dieser Vorgang 255-mal wiederholt werden, bis der Access Point das Paket annimmt. Wenn nun das letzte Byte bekannt ist, wird sukzessive mit den weiteren Bytes fortgefahren, bis der Inhalt des gesamten Pakets bekannt ist.
Dieser Vorgang dauert nur einige Sekunden, kann aber leicht detektiert werden, da dabei große Mengen falscher WEP-Pakete beim Access Point eintreffen. Bei entsprechender Anpassung der Firmware des Access Point könnte dieser Angriff also unterbunden werden.